# Кошерна їжа

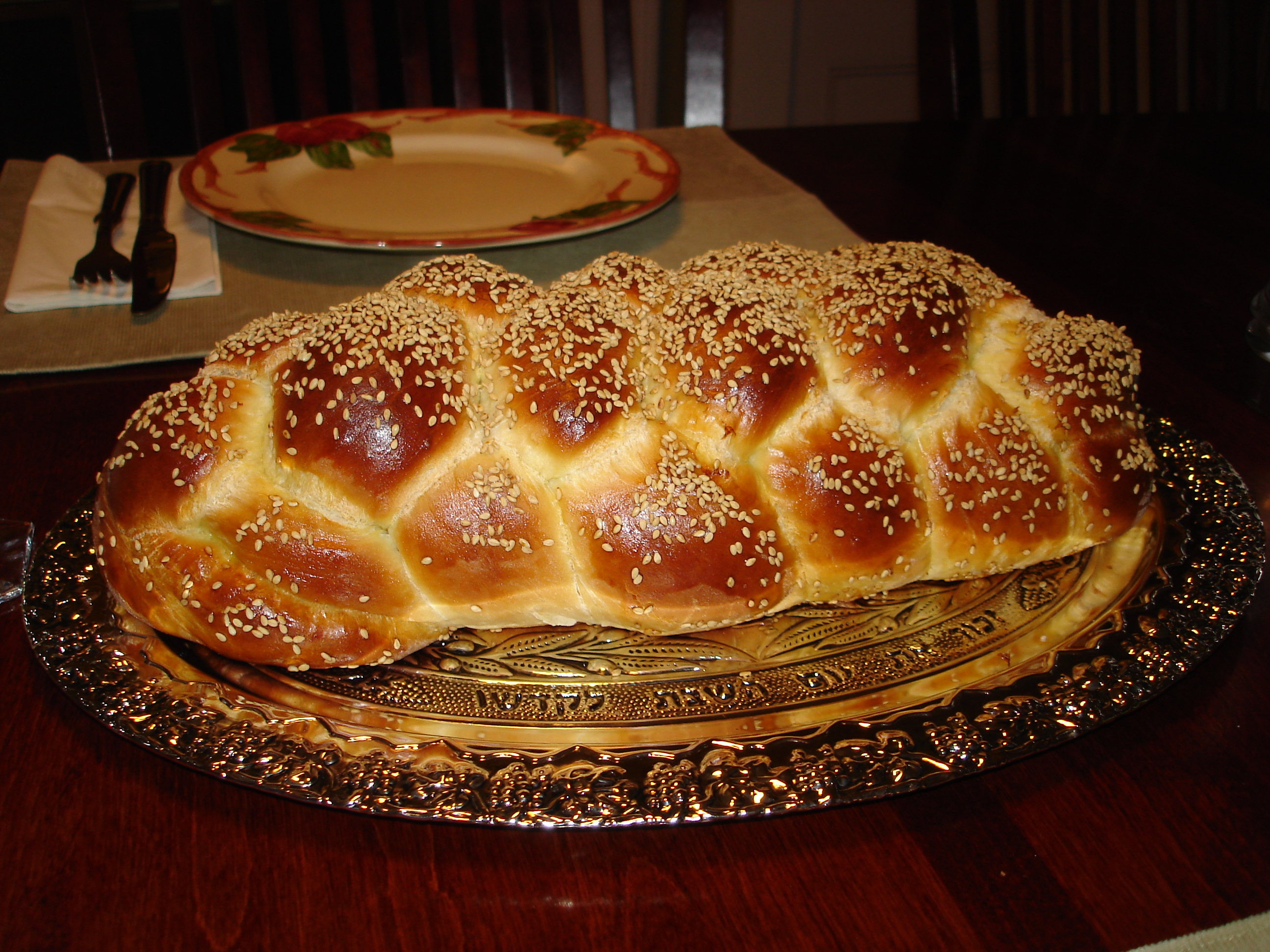
Кошерний хліб — суботня хала, сплетена з шести смужок тіста і покрита кунжутом.

Коше́рна ї́жа (кошерний з івр. כשר, придатний) — згідно з юдейським віровченням, їжа поділяється на дозволену (кошерну) та недозволену (трафну́). Можна харчуватися м'ясом жуйних тварин, домашньої птиці, зарізаних за правилами шехити (ритуального забою); заборонено одночасно вживати м'ясну та молочну їжу. Бере початок від настанов Бога юдеям в Торі.
Згідно з нормами юдаїзму, євреям можна споживати м'ясо тільки жуйних тварин, які мають ратиці (подвійні копита), тобто корів, овець, кіз тощо, але не свиней. Серед морепродуктів дозволена тільки риба і тільки така, що має луску і плавці. Молюсків, креветок тощо вживати заборонено.
Важливим обмеженням є заборона на одночасне споживання м'яса чи птиці разом з молочними продуктами, або приготування м'ясної їжі з їх застосуванням. Зокрема, молоко можна пити тільки через шість годин після вживання м'яса; треба мати окремий посуд для м'яса і для молочних продуктів. Існують також спеціальні, досить складні правила, яких треба дотримуватися при виробництві продуктів, за виконанням котрих зазвичай наглядає спеціальний рабинський суд.

## Ринок
Ринок кошерних продуктів став величезним бізнесом. Лише в США річний оборот ринку становить за різними оцінками від 50 до 150 мільярдів доларів. За повідомленням журналу «Новини харчової галузі», ринок кошерних продуктів активно розширюється, завойовуючи великі сегменти неєврейських споживачів.
Згідно з даними журналу Kosher Today, серед 11 млн американців, що вибирають продукти за принципом кошерності, тільки один мільйон власне євреїв. Кошерні продукти споживають не тільки побожні євреї, а й інші категорії споживачів: вегетаріанці, адвентисти сьомого дня, мусульмани, люди з алергією на лактозу або клейковину і багато інших категорій споживачів.
Журнал Kosher Today повідомляв на початку 2002 року про те, що оборот американського ринку кошерних продуктів збільшується щорічно на 5,9 %, а оборот кошерних ресторанів більш ніж на 10 %. За іншими повідомленнями зростання ринку становить близько 15 % в рік.
Щорічно у листопаді в Нью-Йорку проходить міжнародний ярмарок Кошерфест, що збирає тисячі виробників і розповсюджувачів кошерних продуктів (8500 в 2006 р.).
Близько 150 000 видів кошерних продуктів представлено на світовому ринку, і ця кількість щорічно збільшується приблизно на 2500 нових продуктів. Інші лідери цього ринку — США, Ізраїль, Франція, Велика Британія і Австралія.
Обсяг ринку кошерних продуктів в країнах СНД та Балтії становить близько $ 15 млн (на липень 2006).